# 520'erne f.Kr.
Århundreder: 7. århundrede f.Kr. – 6. århundrede f.Kr. – 5. århundrede f.Kr.
Årtier: 570'erne f.Kr. 560'erne f.Kr. 550'erne f.Kr. 540'erne f.Kr. 530'erne f.Kr. – 520'erne f.Kr. – 510'erne f.Kr. 500'erne f.Kr. 490'erne f.Kr. 480'erne f.Kr. 470'erne f.Kr.
År: 529 f.Kr. 528 f.Kr. 527 f.Kr. 526 f.Kr. 525 f.Kr. 524 f.Kr. 523 f.Kr. 522 f.Kr. 521 f.Kr. 520 f.Kr.